# Cookeite
La cookeite (simbolo IMA: Ckt) è un minerale del gruppo della clorite appartenente alla famiglia minerale dei "silicati e germanati" con composizione chimica (Al,Li)3Al2(Si,Al)4O10(OH)8.
La cookeite cristallizza in due politipi differenti:
- cookeite-1A
- cookeite-2M

## Etimologia e storia
Chiamato così in onore di Josiah Parsons Cooke Jr. (12 ottobre 1827, Boston - 3 settembre 1894, Newport), mineralogista e chimico in gran parte autodidatta di Harvard che diede un contributo significativo alla misurazione dei pesi atomici.

## Classificazione
Nella nona edizione della sistematica dei minerali di Strunz la cookeite è elencata nella classe "9. Silicati (germanati)" e da lì nella sottoclasse "9.E Fillosilicati"; questa è ulteriormente suddivisa in base alla struttura del minerale in modo tale che la cookeite possa essere trovata insieme a baileycloro, borocookeite, franklinfurnaceite, glagolevite, nimite, chamosite, clinocloro, donbassite, gonyerite, pennantite e sudoite, con le quali forma il sistema nº 9.EC.55.
Tale classificazione viene mantenuta anche nell'edizione successiva, proseguita dal database "mindat.org", chiamata anche Classificazione Strunz-mindat.
Anche la classificazione dei minerali secondo Dana, usata principalmente nel mondo anglosassone, elenca la cookeite nella classe dei "fillosilicati" e nel gruppo dei "fillosilicati: fogli di anelli a sei membri intercalati 1:1, 2:1 e ottaedri", dove forma il sistema nº 71.4.1 insieme a donbassite, clinocloro, sudoite, nimite, baileycloro, chamosite, pennantite, ortochamosite e borocookeite.

## Abito cristallino
Il sistema cristallino e i parametri reticolari del minerale dipendono dal politipo considerato secondo il seguente schema:
| Politipo    | Sistema cristallino | Gruppo spaziale | Gruppo puntuale | Parametri reticolari                                                 | Unità di formula (Z) | Volume della cella |
| ----------- | ------------------- | --------------- | --------------- | -------------------------------------------------------------------- | -------------------- | ------------------ |
| Cookeite-1A | triclino            | C1              | 1               | a = 5,14 Å, b = 8,90 Å, c = 14,15 Å, α = 90,5°, β = 96,2°, γ = 90,0° | 2                    | 643,49 Å³          |
| Cookeite-2M | monoclino           | B2/m            | 2/m             | a = 5,39 Å, b = 9,33 Å, c = 14,10 Å, β = 97,3°                       | 2                    | 703,32 Å³          |

## Origine e giacitura
La cookeite è un prodotto di alterazione idrotermale in fase avanzata di minerali contenenti litio in pegmatiti, dove viene trovata associata ad albite, lepidolite microclino, petalite, quarzo, spodumene e tormalina.
La cookeite è stata rinvenuta in molti siti sparsi per il mondo. In Italia è stata trovata a Trontano (Piemonte) oltre che sul Monte Argentario e a Campo nell'Elba (Toscana).
In Europa, solo per citarne alcuni, i siti per la cookeite sono Montigny-le-Tilleul, Olne e Vielsalm (Belgio); Rauris (Austria); Vlkaneč, Krásno e Bory (Repubblica Ceca); Kaustinen, Orivesi e Kuortane (alcuni tra i diversi siti della Finlandia); a Grenoble, Le Blanc, Briançon e Draguignan (alcuni tra i vari siti in Francia); Waldshut (Germania); Hamarøy e Meløy (Norvegia); Piława Górna (Polonia); Amarante e Alijó (Portogallo); nel Carmarthenshire (Galles).
Al di fuori dell'Europa la cookeite è stata rinvenuta in molte contee degli Stati Uniti (Hartford, San Diego, Maricopa e Sagadahoc, solo per citarne alcune, oltre alla Oxford, dove si trovano le cave di Mount Rubellite e di Mount Mica, entrambe considerate località tipo del minerale); nella regione Autonoma di Gorno-Badachshan (Tagikistan); a Mokopane (Sud Africa); nel Nassarawa in Nigeria e nel distretto elettorale di Karibib in Namibia; nelle prefetture di Fukuoka e di Ōita (Giappone). Altri siti sono comunque presenti in altri Stati.